# Harrison Ludington
Harrison Ludington (Kent, 30 luglio 1812 – Milwaukee, 17 giugno 1891) è stato un politico statunitense. Fu il 13º governatore del Wisconsin.

## Biografia
Harrison Ludington discese da William Ludington, un ex colono americano, che si stabilì a Charlestown, Massachusetts, nel 1632, e morì all'East Haven Iron Works, nel Connecticut, nel 1662 o 1663. Harrison Ludington nacque a Kent, nella contea di Dutchess, New York. Figlio di Frederick e Susannah (Griffeth) Ludington, si trasferì a Milwaukee nel 1838. All'età di 24 anni divenne proprietario di un'attività di commercio con suo zio, Lewis Ludington. Questa attività fu condotta tra gli anni 1839-1851. Nel 1851 fu coinvolto nel commercio di legname e operò nella parte nord-orientale dello stato. Iniziò la sua carriera politica con due mandati come consigliere di Milwaukee a cui seguirono tre mandati come sindaco di Milwaukee, una posizione dalla quale si dimise per servire come governatore del Wisconsin. Sconfisse il suo predecessore William Robert Taylor, democratico, nel novembre 1875. Ludington prestò servizio come governatore del Wisconsin dal 1876 al 1878.
Nella sua veste di governatore, Harrison Ludington facilitò l'avvio delle attività commerciali annullando, tra l'altro, alcuni cambiamenti nel settore finanziario fatti dal suo predecessore. Si oppose alla regolamentazione statale delle ferrovie. Sotto la sua amministrazione la famigerata legge di Potter fu abrogata e questo aumentò drasticamente l'intervento del governo nell'industria ferroviaria. Sostituì anche la commissione ferroviaria, composta da tre membri con il potere di stabilire i tassi per le ferrovie, con un unico commissario che mancava di tale autorità. Ludington declinò la nomina per la carica di governatore nel 1879 a causa delle pressioni esercitate dai membri più giovani del partito repubblicano.
In seguito alla sua decisione di non perseguire il rinnovo del governatorato, Ludington si dimise dagli affari pubblici e si dedicò alla conduzione degli affari. L'artista tedesco-americano Conrad W. Heyd dipinse il suo ritratto in questo periodo della sua vita.
Ludington morì il 17 giugno 1891 a Milwaukee ed è sepolto nel Forest Home Cemetery. 
Si sposò due volte, la sua prima moglie fu Frances White, sposata il 25 marzo 1838 a Louisville, nel Kentucky. La sua seconda moglie era una vedova di nome Eve Mary Tobey; si sposarono il 7 giugno 1875. Aveva sei figli.